# 캐나다 왕립 공군 여성 사단
캐나다 왕립 공군 여성 사단(영어: Royal Canadian Air Force Women's Division)은 제2차 세계 대전 중 활동했던 캐나다 왕립 공군 (RCAF)의 비전투원 부대였다. 여성 사단의 원래 역할은 남성 공군 인력을 대체하여 전투 관련 임무에 투입될 수 있도록 하는 것이었다. 처음에는 캐나다 여성 보조 공군 (CWAAF)으로 불렸으나, 1942년 2월 캐나다 왕립 공군 여성 사단으로 이름이 변경되었다. 여성 사단 요원들은 일반적으로 WD로 알려졌다.
RCAF는 캐나다 군대 중 여성을 적극적으로 모집한 최초의 부대였다.

## 역사

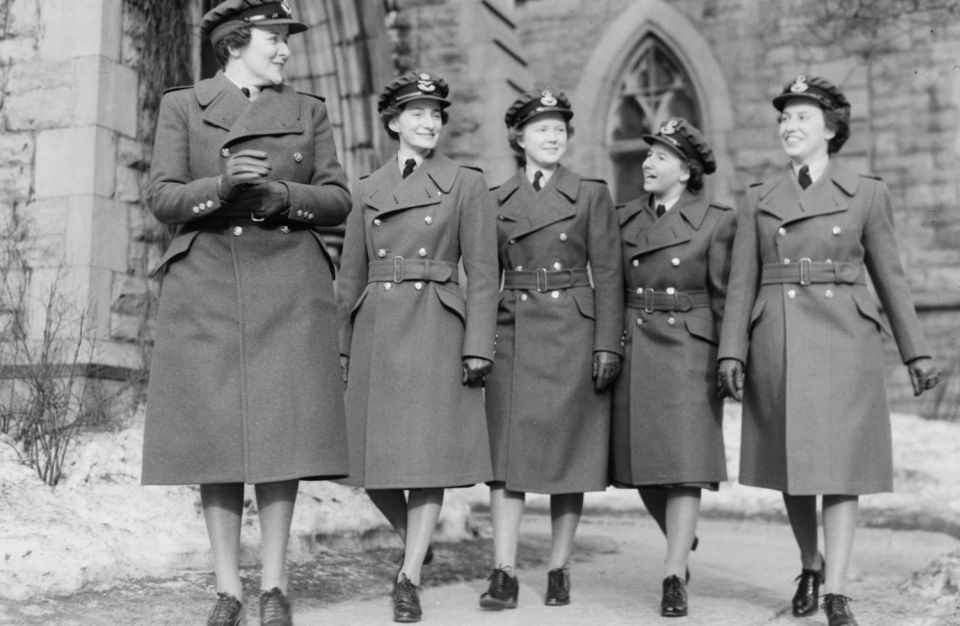
캐나다 여성 보조 공군 여성들, 1941년

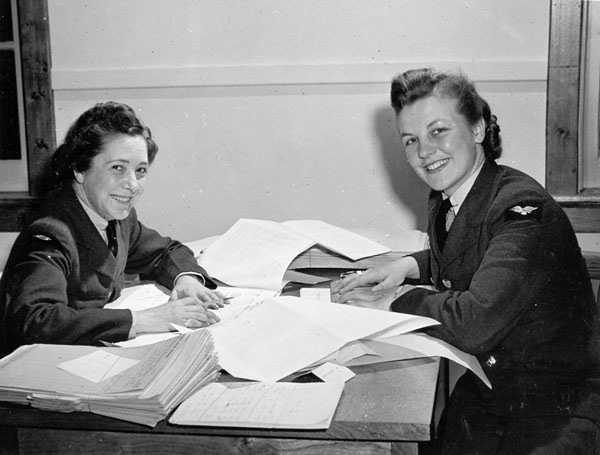
캐나다 왕립 공군 여성 사단, 제2 비행 훈련 학교, RCAF 업랜즈 기지의 시간 기록원들, 1942년

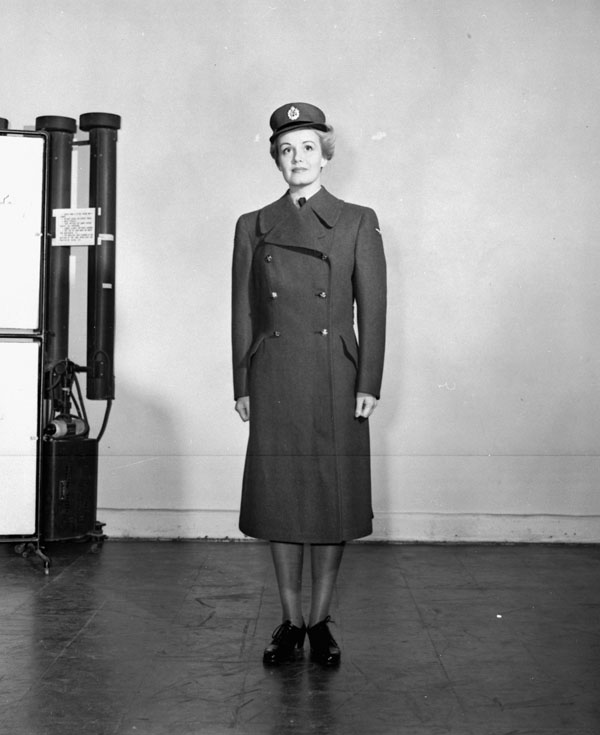
여성 사단 여군이 WD 제복을 착용하고 있다. RCAF 록클리프 기지, 온타리오, 1942년

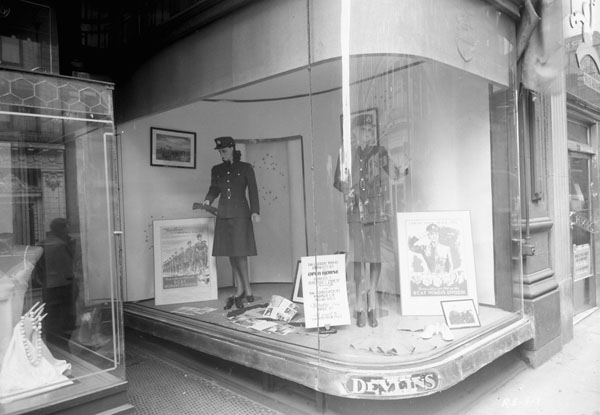
데블린 백화점 진열장에 캐나다 왕립 공군 여성 사단 제복과 모집 포스터가 전시되어 있다, 오타와, 온타리오, 1943년

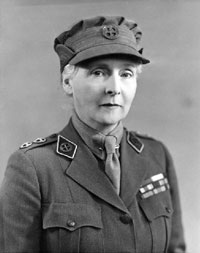
응급간호기마부대 제복을 입은 앨리스 공주. 앨리스 공주는 여성 사단의 명예 항공 지휘관이었다.

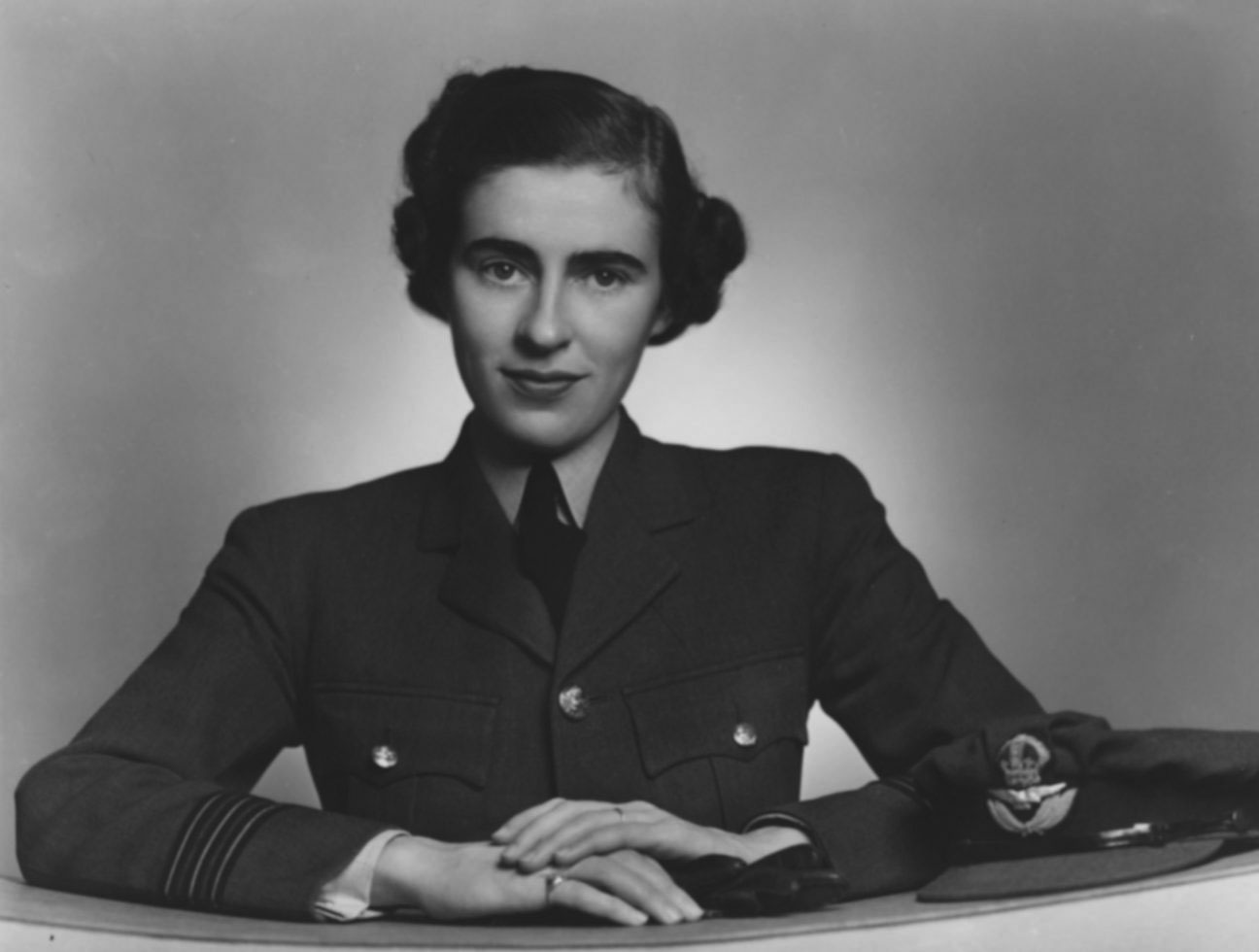
빌헬미나 (윌라) 워커는 여성 사단의 지휘관이었다.

전쟁이 시작되면서 캐나다 여성들은 전쟁 노력에 참여할 권리를 요구하기 시작했다. 이는 인력 부족과 함께 공군이 여성들이 많은 남성들의 임무를 대신함으로써 직접적인 전투 관련 업무를 위해 남성들을 해방시키는 데 도움을 줄 수 있다는 점을 인정하게 만들었다. 영국 왕립 공군은 RCAF가 RAF 여성보조공군 (WAAF)과 같은 자체 여성 부대를 조직할 것을 제안했다. 1941년 6월, 정부는 여성의 군 복무를 공식적으로 허용하기로 결정했다. 1941년 7월 2일 발표된 행정명령은 "캐나다 왕립 공군의 구성 부대로서 캐나다 여성 보조 공군을 창설하며, 그 기능은 RCAF의 행정, 사무 및 기타 유사한 유형의 서비스 업무에 종사하는 구성원들을 더 힘든 임무에 해방시키는 것"을 승인했다.
CWAAF는 영국 왕립 공군 여성 보조 공군을 모델로 하여 조직되었다. 새로운 RCAF 여성 부대의 조직을 돕기 위해 여러 WAAF 장교들이 RAF에서 임시로 파견되었다. CWAAF가 RCAF의 필수적인 부분이 되면서, 1942년 2월 3일 또 다른 행정명령에 의해 CWAAF는 RCAF 여성 사단(WD)으로 변경되었다.
원래는 9가지 직종만 여성에게 개방되었지만, 전쟁이 진행되면서 업무가 확장되어 69가지 직종이 가능해졌다. WD 요원들이 수행한 많은 업무 중에는 서기, 전화 교환원, 운전사, 직물 기술자, 미용사, 병원 보조원, 계기 정비사, 낙하산 포장사, 사진사, 항공 사진 분석가, 정보 장교, 교관, 기상 관측자, 약사, 무선 통신 통신사, 서비스 경찰 등이 있었다. 당시 RCAF 규정은 비행 면허를 소지한 여성이 비행 교관이나 최전방 임무를 수행하는 것을 금지했다. 대부분의 WD는 캐나다와 뉴펀들랜드 전역의 영연방 항공 훈련 계획 및 RAF 훈련 기지에 배치되었으며, 많은 수가 캐나다 작전 기지에서 근무했고, 일부는 미국에서 근무했으며, 많은 수가 RCAF 해외 본부 및 제6 (폭격기) 집단과 함께 해외에 파견되었다.
총독 애슬론 백작의 아내인 올버니 공녀 앨리스는 여성 사단의 명예 항공 지휘관이었다.
1946년 12월 해체되기 전까지 총 17,038명의 여성이 여성 사단에서 복무했다. 20명의 WD가 BEM을 받았고, 12명의 장교가 MBE를 받았으며, 한 명의 장교인 진 데이비 박사는 OBE를 받았다. 28명의 WD가 전쟁 중 다양한 원인으로 사망했다.
여성 사단을 기리는 기념비가 2009년 CFB 트렌튼에 세워졌다. 비문에는 "우리는 남성들이 비행할 수 있도록 봉사한다" "1941년부터 1946년까지 캐나다 왕립 공군 여성 사단에서 복무한 17,000명 이상의 여성들에게 바친다"고 적혀 있다.
여성은 1951년 RCAF가 NATO 의무를 이행하기 위해 확장되면서 다시 RCAF에 입대할 수 있게 되었다. 1980년에 여성은 군사 조종사로 허용되었고, 캐나다는 1988년에 여성이 전투기 조종사가 되는 것을 허용한 최초의 서방 국가가 되었다.

## 모집
신문과 라디오가 홍보에 사용되었다. 많은 신병들이 모집 포스터와 팸플릿에 매료되었고, 많은 이들이 캐나다 전역을 여행하는 WD 정밀 부대의 영향을 받았다. 장교들도 캐나다 전역을 여행하며 모집을 장려했다. WD 시설 견학이 마련되었다. Proudly She Marches와 같은 영화가 여성 사단을 홍보했으며, 오타와 사진작가 유서프 카쉬가 찍은 제복을 입은 WD 사진들이 관심을 끌었다.
처음에는 장교와 부사관이 될 150명의 여성이 인성, 지능, 리더십 잠재력, 책임감을 바탕으로 필요한 자격을 갖춘 것으로 판단되어 특별히 선발되었다. 그들은 사업이나 사회 사업 경험, 사람들과 함께 일한 경험, 조직 능력이 있을 것으로 기대되었다. 선발된 여성들은 지원자 중 최고의 인재들이었다. 그들 중 70%는 고등학교 교육을 받았고 7%는 대학에 다녔다. 여성 사단의 지도자가 될 것이기 때문에 기준은 더 엄격했다.
일반 모집의 경우, 여성은 21세에서 41세 사이여야 하고, 건강 검진을 통과해야 하며, 키가 최소 5피트여야 하고, 정상 체중이어야 하며, 고등학교에 입학했어야 하고, 직업 적성 검사를 통과할 수 있어야 하며, 품성이 좋아야 하고, 돌보는 자녀가 있는 기혼 여성이 아니어야 하며, 영구적인 공무원 직책을 맡고 있지 않아야 했다.

## 훈련
선발된 신병들은 "제식, 몸가짐, 훈련, 군대 관습, 예의범절 [그리고] 국왕의 규정"을 배우는 병력 보충소로 보내졌다. 직업 훈련을 위한 선발도 병력 보충소에서 처리되었다. 캐나다 전역의 다양한 장소에서 가르친 직업 중 일부는 기상학, 음식 준비, 항공 교통 관제, 낙하산 포장, 사진 해석, 사진 촬영, 타자, 행정, 무선 통신 운용, 경찰 업무 등이 포함되었다.

## 생활 조건
대부분의 WD는 막사에 살았는데, 각 동에는 일반적으로 약 68명의 여성이 수용되었다. 오타와 공군 본부에서 근무하는 WD는 최대 800명의 여군을 수용할 수 있는 막사 건물에 살았다. 막사는 단열이 잘 되지 않았다. 겨울에는 일부가 따뜻하게 지내기 위해 제복을 입고 자야 했고, 일부는 신문을 사용하여 매트리스를 단열하는 특이한 방법을 찾기도 했다. 정부 주택을 이용할 수 없는 도시와 같은 지역에서는 개인 숙소에 거주하며 숙식 및 교통비를 충당하기 위한 수당을 받았다.
야구, 농구, 하키가 인기가 많았다. 기지에 충분한 인원이 있을 경우 여성들은 자체 팀을 구성했고, 그렇지 않으면 남성 팀에 합류했다. 기지 시설에 따라 골프, 승마, 육상, 스키, 수영, 테니스, 스케이트 등 다른 활동도 포함되었다. "건강한 몸에 건강한 정신"을 장려하기 위해 연례 여름 스포츠의 날이 개최되었다. 기지에서는 종종 댄스, 음악 콘서트, 장기자랑 및 영화 상영을 주최했다.

## 제복
여성 사단 제복은 영국 WAAF 제복을 기반으로 했다. 복장은 청회색("공군 블루") 튜닉과 치마, 파란색 셔츠, 검은색 넥타이, 오버코트, 레인코트, 검은색 신발, 남색 가디건, 파란색 작업복, 덧신, 면 회색 스타킹, 장갑, 카키색 작업복, 회색 반바지, 티셔츠, 여름 드레스, 계급장, 주름진 크라운이 있는 모자로 구성되었다. 악천후에 노출될 사람들에게는 전투복이 지급되었다. 경우에 따라서는 안감 있는 스키 바지, 파카, 귀덮개가 있는 겨울 모자가 지급되었다. 캐나다 외 지역에서 복무한 여군들은 어깨에 "캐나다" 패치를 착용했다.
제복은 1943년에 다소 변경되었다. 주로 기지 밖에서 착용하도록 고안된 새 제복은 오버코트에 주름을 추가하고 치마는 6개의 고어 패턴으로 변경되었다. 주름진 튜닉 주머니는 아래에 평평한 패치 주머니, 위에 가짜 주머니로 교체되었고 벨트는 탈부착이 가능해졌다. 파란색 인조 가죽 숄더백이 추가되었다. 모자는 케피 스타일의 깊은 챙과 더 높고 뻣뻣한 앞부분이 있는 것으로 교체되었다.
여름 제복은 황동 단추가 달린 파란색 반소매 면 드레스로 구성되었다. 이는 결국 새로운 파란색 (겨울) 제복을 기반으로 한 밝은 카키색 제복으로 교체되었다.

## 계급
캐나다 왕립 공군 여성 사단의 계급 체계는 영국 왕립 공군의 WAAF를 모델로 했다. 계급은 가장 높은 계급부터 상단에 나열되어 있으며 일반 RCAF 계급과 비교된다.
| RCAF WD 계급   | RCAF 동등 계급 |
| -------------- | -------------- |
| 항공 총사령관  | 항공 부원수    |
| 항공 사령관    | 항공 준장      |
| 집단 장교      | 집단 대령      |
| 비행단 장교    | 비행단 중령    |
| 편대 장교      | 편대장         |
| 비행 장교      | 비행 중위      |
| 구역 장교      | 비행 소위      |
| 보조 구역 장교 | 예비 소위      |
| 하급 장교 1급  | 준위 1급       |
| 하급 장교 2급  | 준위 2급       |
| 비행 병장      | 비행 병장      |
| 병장           | 병장           |
| 상등병         | 상등병         |
| 선임 여군      | 선임 항공병    |
| 항공 여군 1급  | 항공병 1급     |
| 항공 여군 2급  | 항공병 2급     |

## 같이 보기
- 캐나다 여성 육군 부대
- 캐나다 왕립 해군 여성 서비스
- 오스트레일리아 여성 보조 공군 (오스트레일리아 왕립 공군)
- 뉴질랜드 여성 보조 공군
- 진 리 (여군) - 제2차 세계 대전 중 유일하게 복무한 중국계 캐나다인 여성 (WD로).